# 李秀成

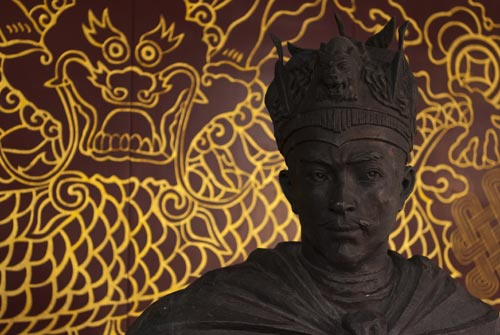
李秀成像

李 秀成（り しゅうせい、拼音: Lǐ Xiùchéng、1823年 - 1864年8月7日）は、太平天国の指導者の一人。広西省梧州府藤県出身の客家人。従弟に李世賢、養子（一説に実子）に李容発がいる。忠王に封ぜられた。

## 生涯
太平天国軍が藤県を通過した際に、蜂起に参加した。咸豊8年（1858年）に洪秀全が五軍主将を再建した際に後軍主将となり、咸豊9年（1859年）に忠王に封ぜられた。
咸豊10年（1860年）に第二次江南大営攻略を成功させ、江蘇省南部を攻略、蘇州に忠王府を建てた。同年、蘇州には配下の慕王譚紹光を駐屯させ、自分は清の部将曽国藩ら湘軍が包囲する安慶の救援作戦に赴き、西進して武漢三鎮を攻撃したが失敗に終わり、安慶の包囲を解くことに失敗してしまった。咸豊11年（1861年）、杭州を陥落させ浙江省を次々を手中に収めていった。
同治元年（1862年）に上海を攻撃、李鴻章率いる淮軍と外国軍（常勝軍）の抵抗にあって激戦となったが、清軍が天京（南京）を包囲したため、救援に赴くため撤退を余儀なくされた。同治2年（1863年）には天京の包囲を解くために洪秀全から長江を渡って安徽省を攻撃するよう命令されたが、食糧不足のために失敗し、江南に退いた。この戦いで太平天国軍は大きな損失を出した。蘇州が陥落した後は情勢が悪化し、李秀成は洪秀全に天京を放棄するように進言したが拒否され、代わりに天京の守りについた。

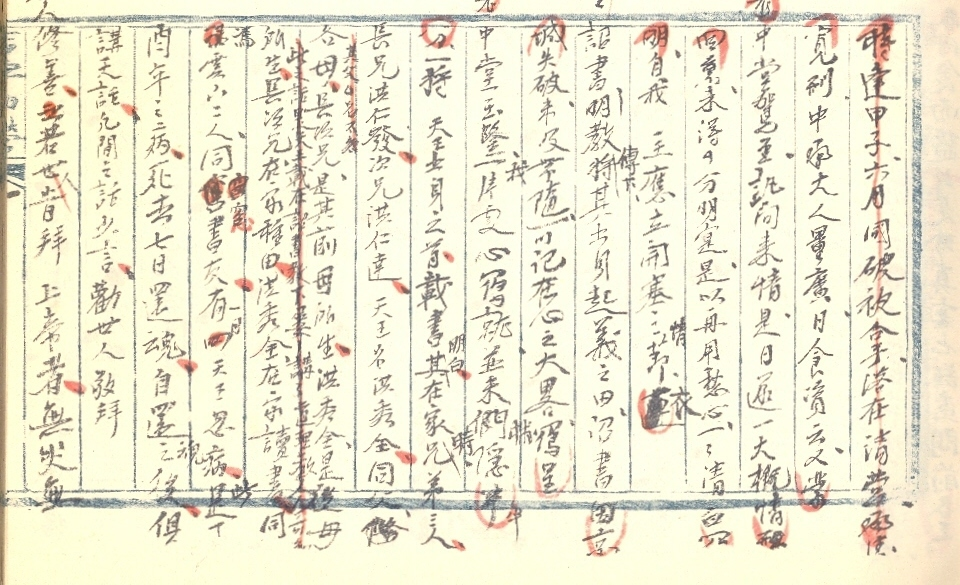
李秀成自述

同治3年（1864年）初めから天京は湘軍に包囲され、天京攻防戦の末に7月に陥落すると幼天王洪天貴福を守って脱出したが、曽国荃率いる清軍に捕らえられ、取り調べを受けた後に処刑された。処刑方法は清の国法では凌遅に相当したが、曽国藩の特別の計らいによって斬首となった。5万字ともされる処刑前の供述は『李秀成自述』として後世に伝えられ、多くの写本が作成された。1962年には曽国藩から見て曾孫にあたる曽約農が自家に伝わっていた李秀成の肉筆原稿を基に3万3千字の『李秀成自述』を中華民国（台湾）で刊行し、その原稿を台北市の国立故宮博物院に寄贈している。
部下の一人にオーガスタス・リンドレーがおり、著書で肖像画が掲載されている。

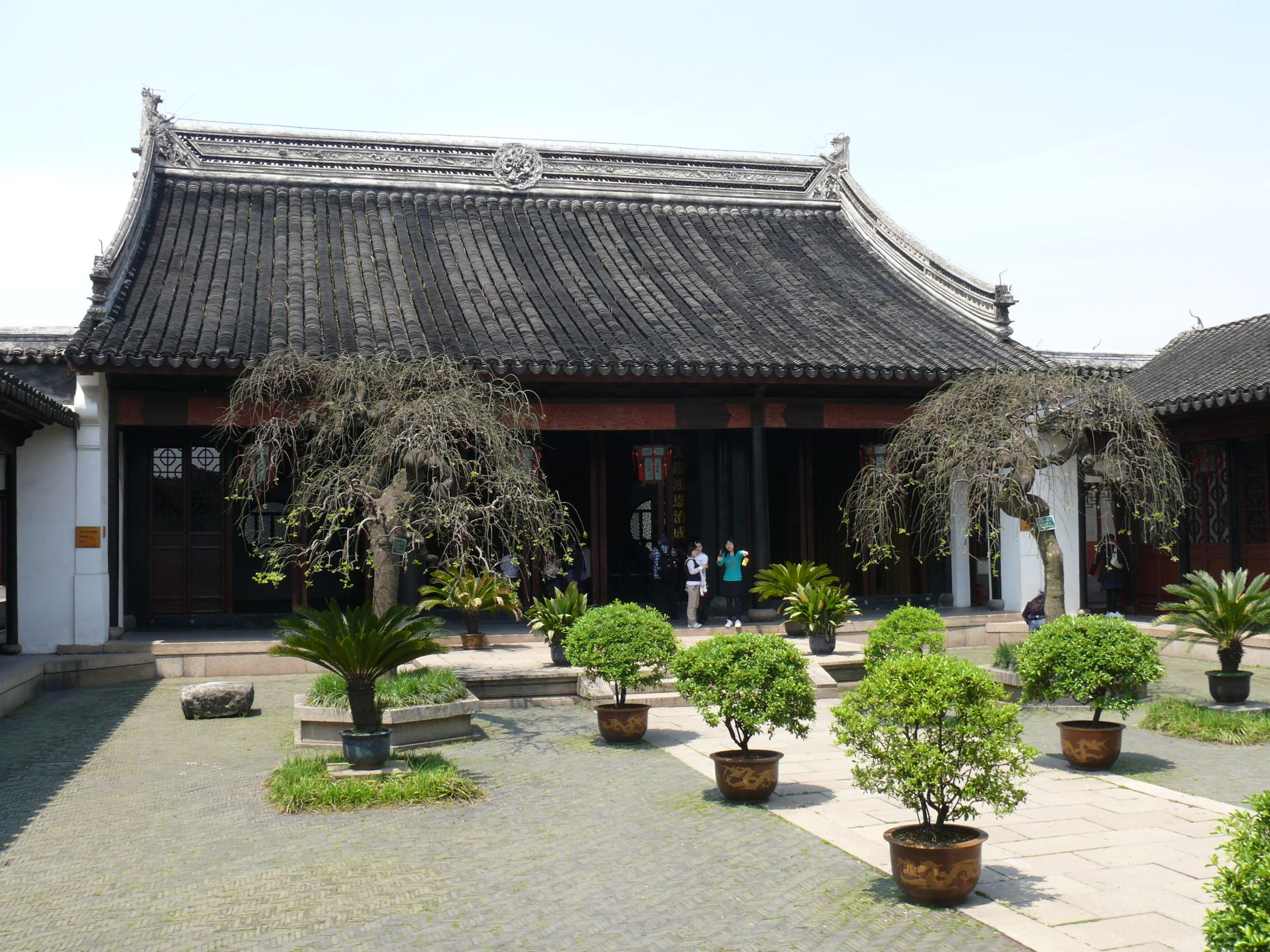
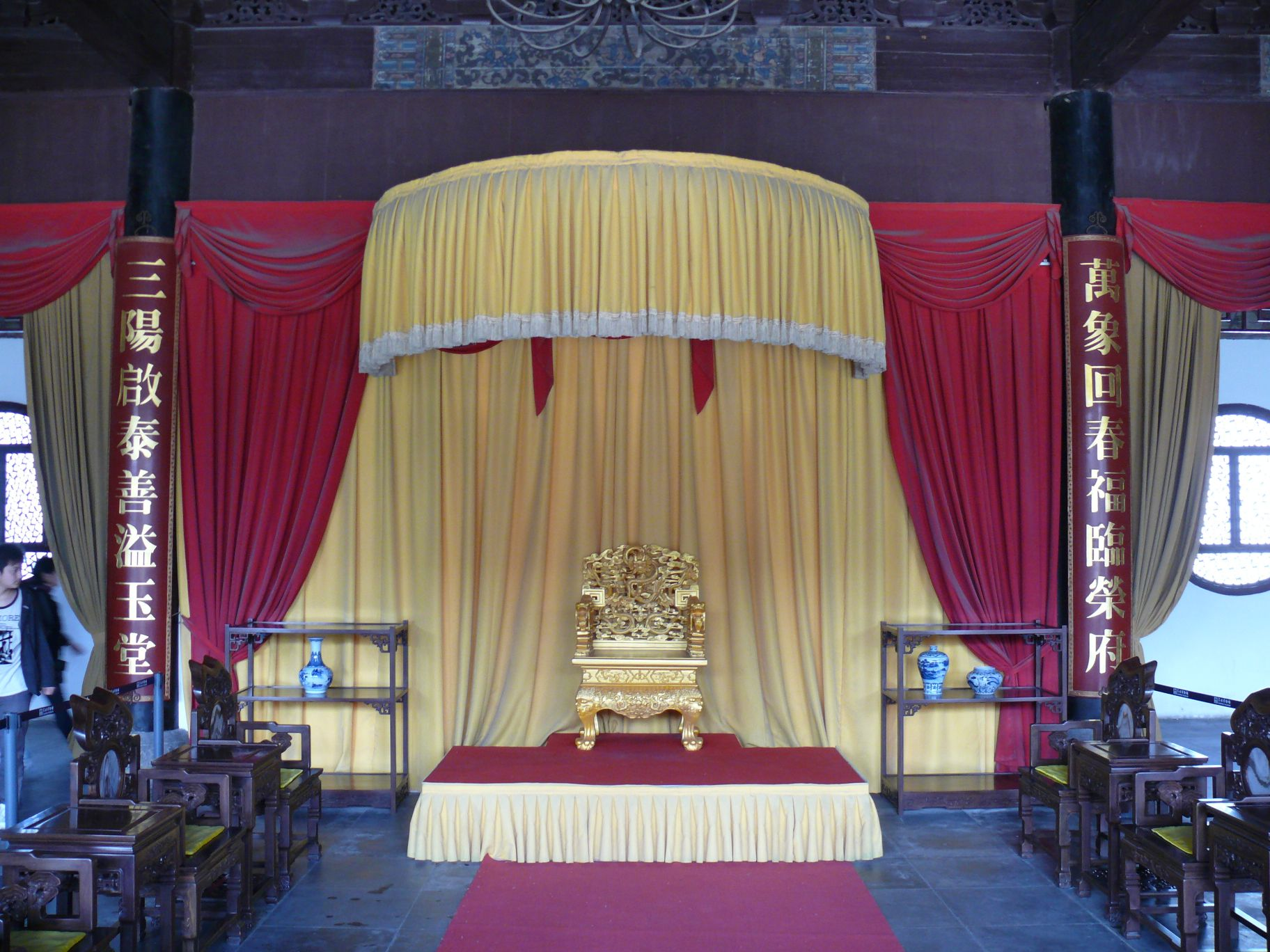
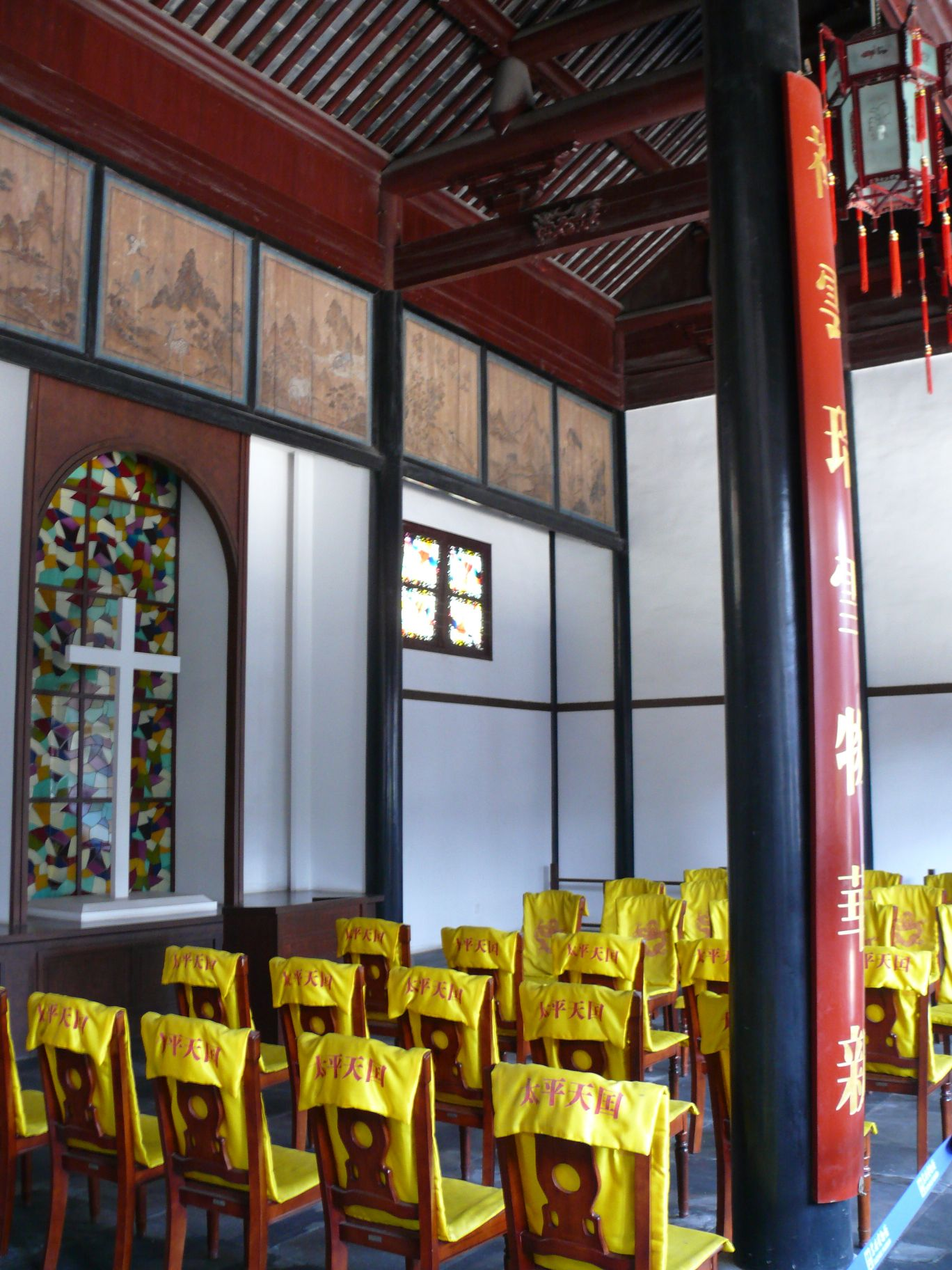